# Laskowiec
Laskowiec (deutsch Haselvorwerk) ist eine Ortschaft in der Gemeinde Zülz (Biała) im Powiat Prudnicki (Kreis Neustadt O.S.) in der polnischen Woiwodschaft Opole.

## Geographie

### Geographische Lage
Das Straßendorf Laskowiec liegt im Süden der historischen Region Oberschlesien. Der Ort liegt etwa sieben Kilometer westlich des Gemeindesitzes Zülz, etwa sieben Kilometer nördlich der Kreisstadt Prudnik und etwa 41 Kilometer südwestlich der Woiwodschaftshauptstadt Opole.
Krobusch liegt in der Nizina Śląska (Schlesische Tiefebene) innerhalb der Płaskowyż Głubczycki (Leobschützer Lößhügelland).

### Nachbarorte
Nachbarorte von Laskowiec sind im Westen Rudziczka (Riegersdorf), im Nordosten Kohlsdorf (Kolnowice) und Mühlsdorf (Miłowice), im Osten Groß Pramsen (Prężyna) und im Süden Czyżowice (Zeiselwitz).

## Geschichte

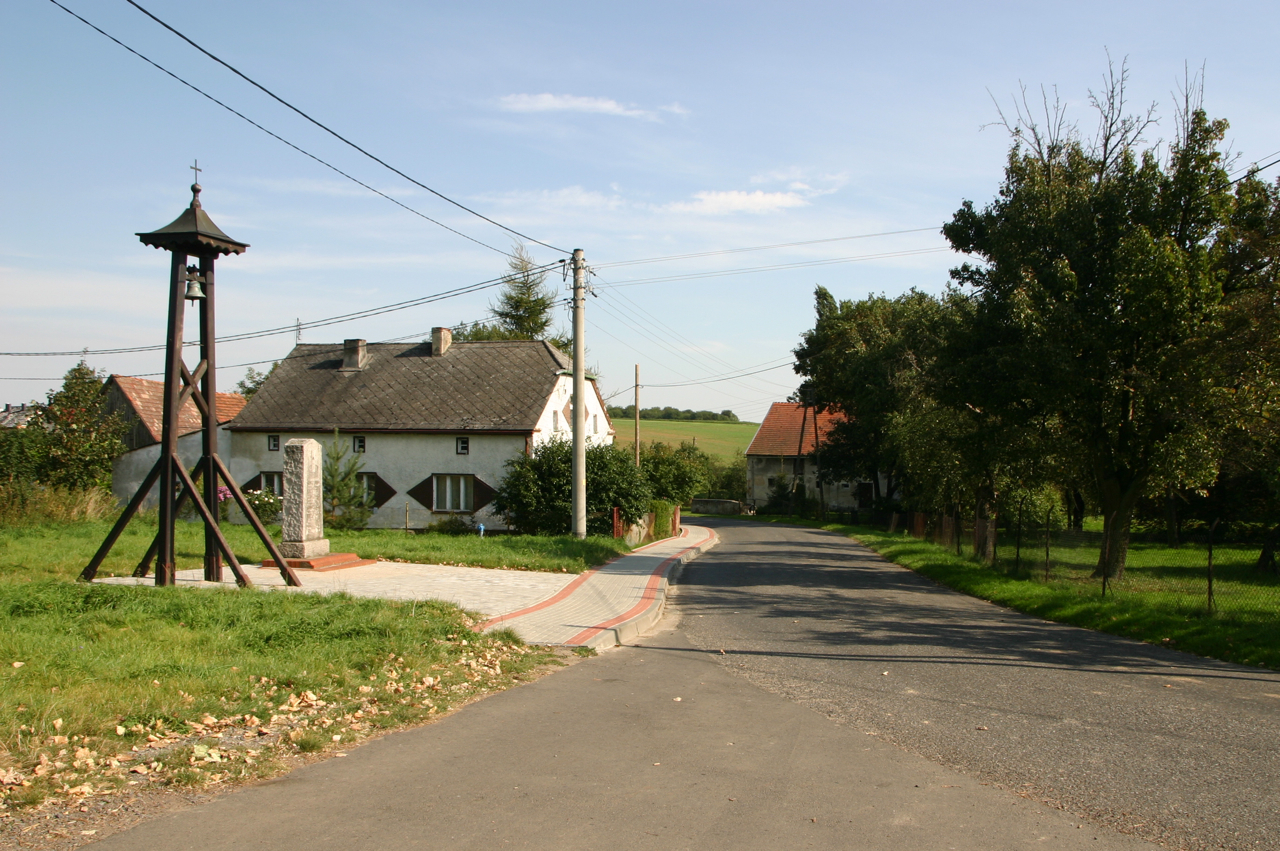
Gefallenendenkmal und Glockenstuhl

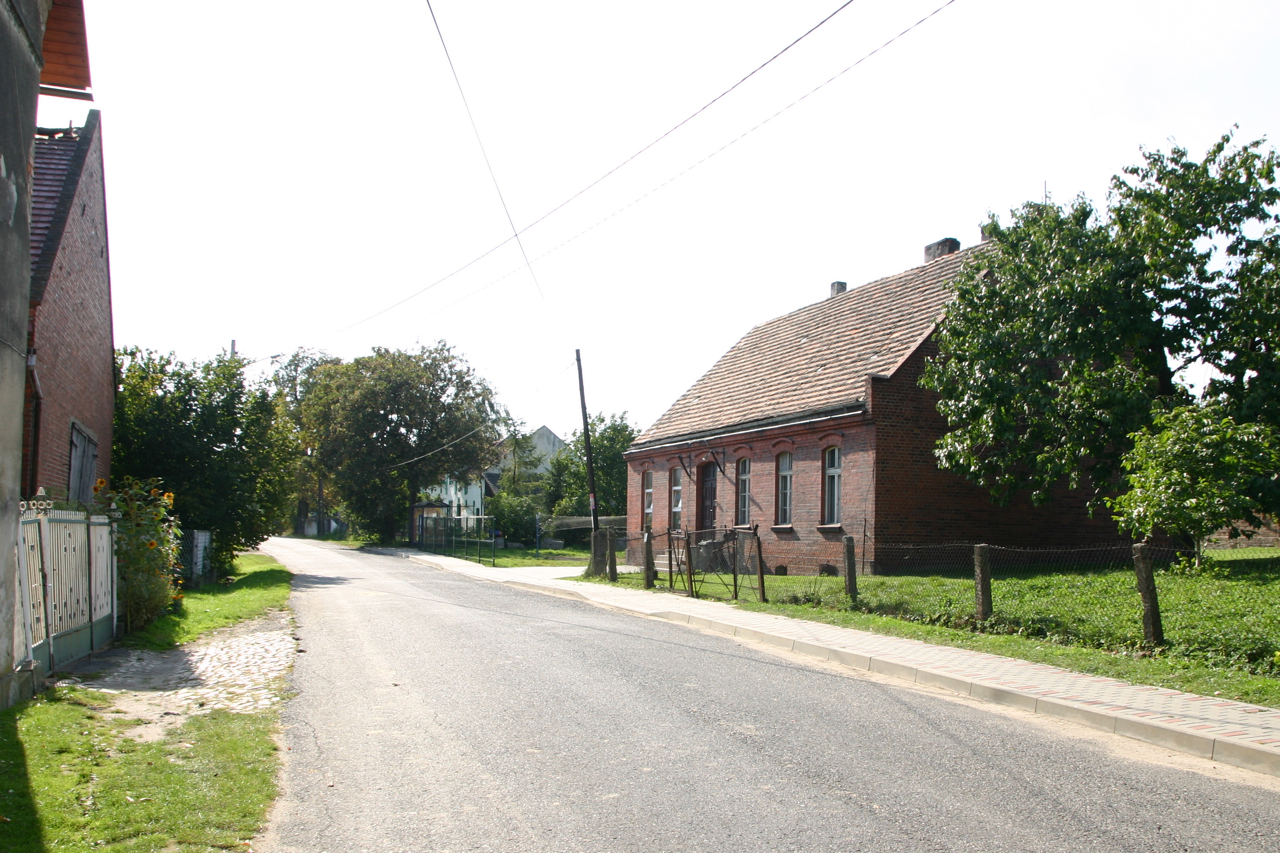
Ortsbild

Der Ort wurde Anfang des 19. Jahrhunderts gegründet und wurde 1830 erstmals schriftlich als Haselvorwerk erwähnt. Der Ort gehörte administrativ zum nordöstlich gelegenen Mühlsdorf und teilte sich in ein Vorwerk sowie die gleichnamige Kolonie. 1865 zählte der Ort neun Gärtnerstellen. 1874 wurde der Amtsbezirk Schmitsch gegründet, welcher aus den Landgemeinden Kohlsdorf, Mühlsdorf, Schmitsch und den Gutsbezirken Hahnvorwerk und Haselvorwerk bestand. 1885 zählte Haselvorwerk als Ortsteil von Mühlsdorf acht Einwohner.
Zum 1. Juni 1901 wurde der Gutsbezirk Haselvorwerk zur Landgemeinde Haselvorwerk umgewandelt.  Bei der Volksabstimmung in Oberschlesien am 20. März 1921 lag Haselvorwerk außerhalb des Abstimmungsgebietes. 1933 lebten im Ort 151 Menschen. 1939 hatte Haselvorwerk 153 Einwohner. Bis 1945 befand sich der Ort im Landkreis Neustadt O.S.
Infolge des Zweiten Weltkrieges kam der bisher deutsche Ort 1945 unter polnische Verwaltung, wurde in Laskowiec umbenannt und der Woiwodschaft Schlesien angeschlossen. 1950 kam der Ort zur Woiwodschaft Opole und seit 1999 gehört er zum Powiat Prudnicki. Am 6. März 2006 wurde in der Gemeinde Zülz, der Laskowiec angehört, Deutsch als zweite Amtssprache eingeführt. Während am 24. November 2008 die meisten größeren Orte in der Gemeinde zusätzlich einen amtlichen deutschen Ortsnamen erhielten, blieb Laskowiec ohne deutschen Namen.

## Sehenswürdigkeiten und Denkmale
- Denkmal für die Gefallenen des Ersten Weltkriegs
- Hölzerner Glockenstuhl
- Evangelischer Friedhof